# دامیان مافی
دامیان پل مافی (متولد ۲۷ ژوئن ۱۹۷۷) بازیگر آمریکایی است. او در بازی در فیلم تسخیر (فیلم ۲۰۱۹) مشهور شد.

## فیلم
| سال  | فیلم                  | شخصیت        | نقش        |
| ---- | --------------------- | ------------ | ---------- |
| ۱۹۹۶ | پیشنهادات             | کودک در پارک | ویژه       |
| ۲۰۰۳ | نیکوس                 | پلیس         | ویژه       |
| ۲۰۰۴ | دریاچه شبح            | ماهیگیر جوان | حمایت کردن |
| ۲۰۰۸ | عمارت زنده            | جک           | رهبری      |
| ۲۰۰۹ | ۷ کاناپه              | مایکل        | رهبری      |
| ۲۰۱۰ | بسته شده برای این فصل | جیمز         | رهبری      |
| ۲۰۱۰ | اضافی زندگی           | دیو          | حمایت کردن |
| ۲۰۱۱ | آقا علف هرز خوار      | هارولد       | رهبری      |
| ۲۰۱۲ | کریسمس با مردگان      | کالوین       | رهبری      |
| ۲۰۱۸ | غریبه‌ها: طعمه در شب   | مردی در نقاب | حمایت کردن |
| ۲۰۱۹ | تسخیر                 | شیطان        | حمایت کردن |
| ۲۰۲۴ | قاتل خط خون           | اسکلت        |            |
| ۲۰۲۵ | دور تباهی             | مونرو        |            |